# Mitec Automotive
Die Mitec Automotive AG (Eigenschreibweise MITEC Automotive AG) ist ein in Eisenach ansässiges Unternehmen der Automobilindustrie. Das Unternehmen produziert Massenausgleichssysteme und Komponenten der Allradgetriebetechnologie.
Mitec exportiert mehr als 92 Prozent aller Erzeugnisse nach Mexiko, Brasilien, Österreich, Tschechien, in die USA, die Slowakei, nach Australien, Japan, China sowie Schweden.

## Geschichte
Die heutige Gesellschaft wurde 1990 gegründet. Ein Jahr nach der Gründung (1991) übernahm das Unternehmen den ehemaligen Getriebebau des Automobilwerkes Eisenach. Außerdem lief in diesem Jahr die Produktion von weiteren Getriebekomponenten an. 1994 begann die Entwicklung der ersten Massenausgleichssysteme für General Motors und Ford.
Die Produktion der Kegelrad-Achsgetriebe mit Gleason-Kreisbogenverzahnung lief 1995/96 an. Ende des Jahres 2000 waren die räumlichen Kapazitäten auf dem Gelände des ehemaligen Automobilwerkes durch das rasante Wachstum des Unternehmens ausgelastet. Im März 2001 begann schließlich der Bau der MITEC engine.tec gmbh Krauthausen, welche bereits sechs Monate nach Baubeginn die erste Produktionsabnahme absolvierte.
Nach einem verlorenen Rechtsstreit über Schadenersatzansprüche mit dem Automobilhersteller Ford vor dem Landgericht Meiningen stellte das Unternehmen am 29. November 2018 einen Insolvenzantrag. Weltweit sind rund 1010 Mitarbeiter betroffen, davon in Eisenach und Krauthausen zusammen rund 650 Mitarbeiter.

## Vorstand
- Pavel Gilman, Vorstandsvorsitzender
- Aribert Klippert, Finanzvorstand

## Aufsichtsrat
- Helmuth Henning, Aufsichtsratsvorsitzender
- Carsten Schmidt, stellv. Aufsichtsratsvorsitzender
- Silvia Spangenberg